# Mare Acidalium négyszög

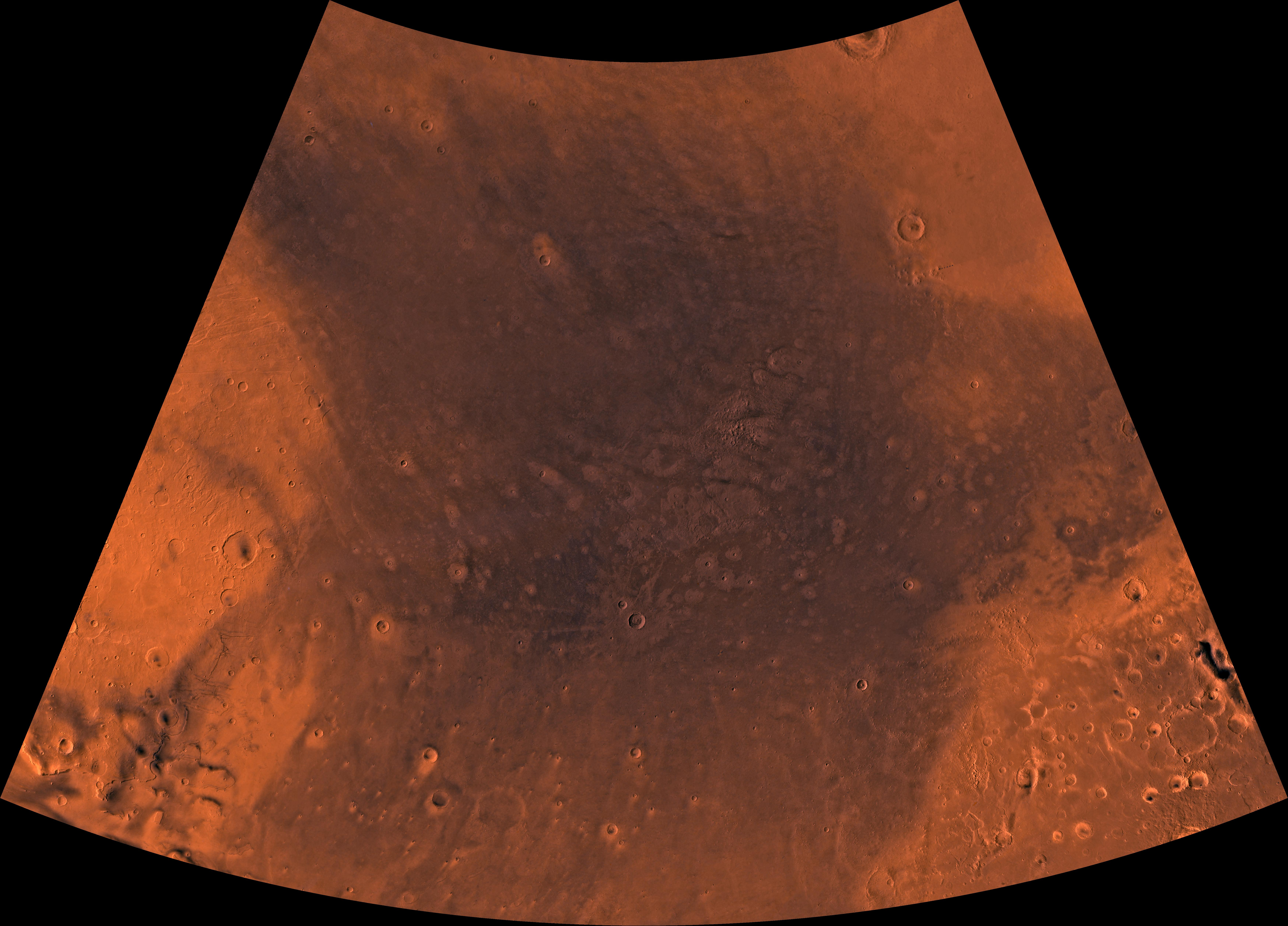
A Mare Acidalium négyszög (MC-4) képe. Ezen látható a nagy Lomonoszov kráter (jobb felső sarok) és a Kunowsky kráter (felső jobb szél). A híres "marsi arc" helye a Cydonia Mensae (jobb alsó sarok)

A Mare Acidalium négyszög egyike a Mars területeinek. A United States Geological Survey (USGS) által összeállított Mars térképen a Mars felszíne 30 fokos területekre van felosztva, ezek egyike a Mare Acidalium négyszög. A Mare Acidalium négyszög a Mars nyugati térfelének északkeleti részén helyezkedik el 300° és 360° keleti hosszúság, valamint 30° és 65° északi szélesség között. A négyszög térképe a  Lambert-féle konform kúpos vetületet használja 1:5 000 000 méretarány mellett. A Mare Acidalium négyszögre a neve alapján rövidítve MC-4 (Mars Chart-4) néven is hivatkoznak.
A déli és az északi határa 3065 km, illetve 1500 km hosszú. Észak-déli kiterjedése  2050 km. A négyszög mintegy 4,9 millió négyzetkilométer területet fed le. Ez a Mars felszínének mintegy 3%-a.  A terület nagy részét az Acidalia Planitia foglalja el.  A Tempe Terra, az Arabia Terra és a Chryse Planitia egy része is ezen a területen található.
A területen sok fényes folt látható, amik iszapvulkánok maradványai lehetnek. Megtalálhatók itt vízmosások nyomai is, amiket geológiai értelemben nemrég még aktív vízmosások alakítottak ki.

## Nevének eredete
A Mare Acidalium név (latin jelentése: Acidalium-tenger) eredete egy kút vagy forrás neve Boiótiában (ókori Görögország). A klasszikus hagyomány szerint ez az a hely, ahol Vénusz istennő és a gráciák fürödtek. A nevet a Nemzetközi Csillagászati Unió (IAU) 1958-ban hagyta jóvá.

## Geológiája
A Mare Acidalium négyszög sok érdekes képződményt tartalmaz, köztük vízmosásokat és egy valamikori északi óceán partjait.  Sok terület  erősen rétegzett. A híres "marsi arc" a 40,8 északi szélesség és 9,6 nyugati hosszúság közelében található, ennek a terület neve Cydonia.  A Mars Global Surveyor nagy felbontású felvételei után úgy tűnik, hogy ez csupán egy természetes, lekopott képződmény.  A Mare Acidalium tartalmazza a Kasei Valles kanyonrendszert is.   Ez a kanyonrendszer egyes helyeken mintegy 450 km széles — összehasonlításként a Földön a  Grand Canyon helyenként 30 km széles.

## Vízmosások
A HiRISE felvételei vízmosásokat mutatnak az északi féltekén. A vízmosások többnyire meredek oldalakon, kráterek emelkedőin láthatók. A vízmosások viszonylag fiatalok, mert rajtuk kevés becsapódási kráter látható, és sokuk homokdűnék oldalain van, amik szintén fiatal képződmények. Elképzelhető, hogy a vízmosások egy részét nem folyóvíz, hanem gleccser alakította ki.

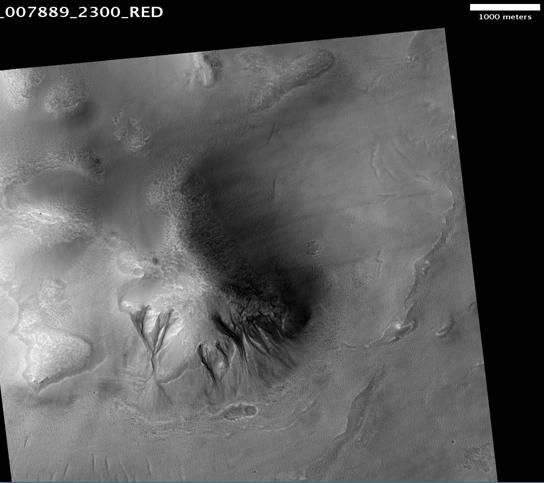
Acidalia Colles vízmosások a HiRISE felvételén. A skála 1000 méter
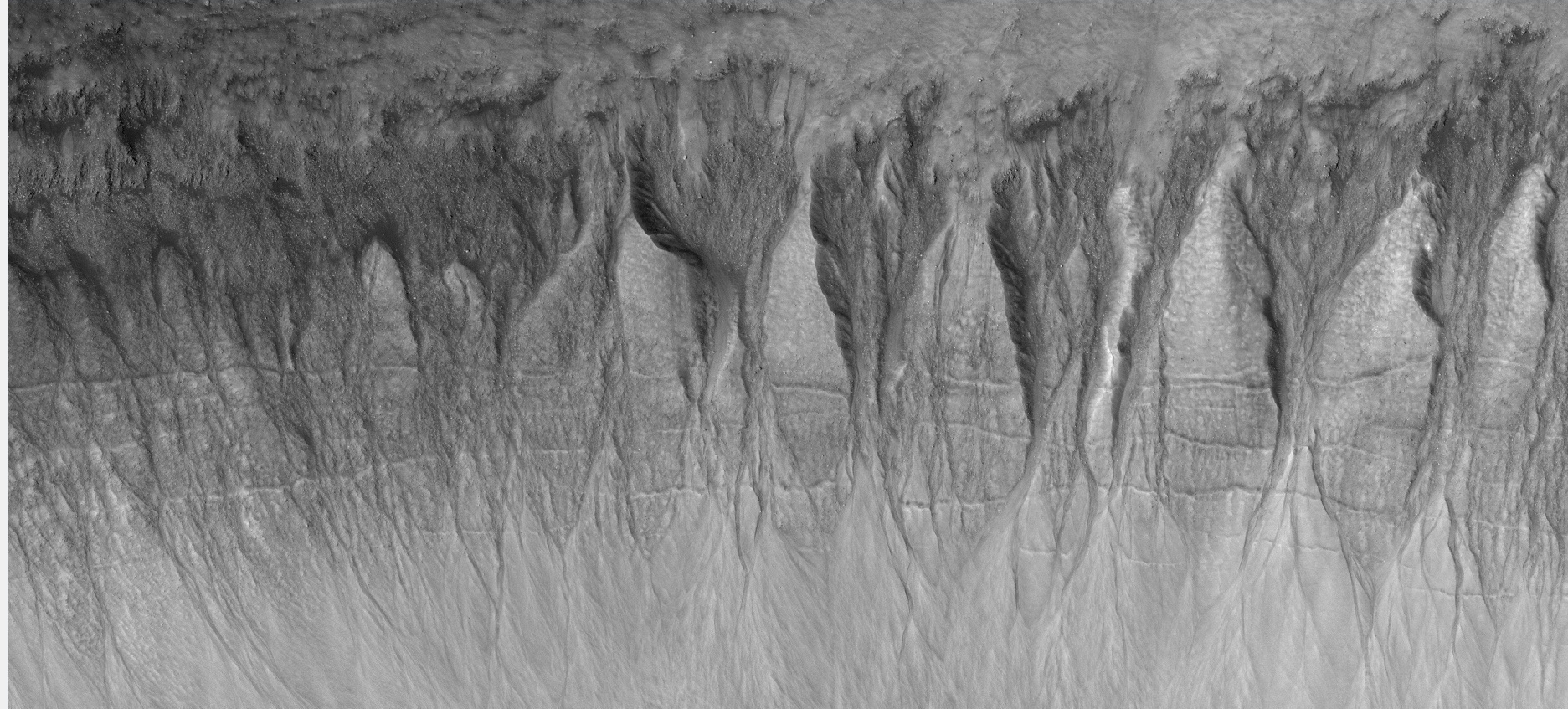
Vízmosások a HiRISE  felvételén (HiWish program)
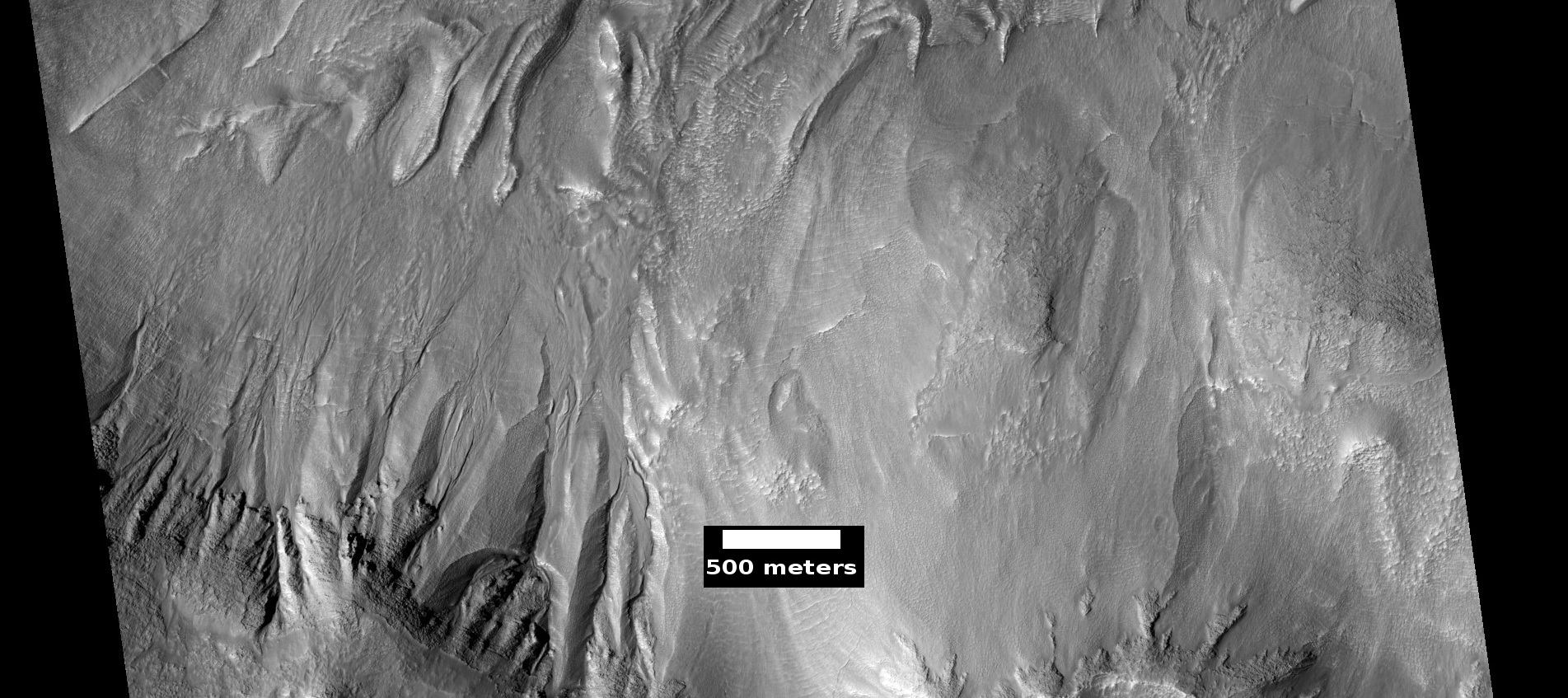
Vízmosások egy kráterben - HiRISE felvétel (HiWish program)

Az egyik elmélet szerint a mélyből felemelkedő forró magma felolvaszthatta a felszínen lévő vízjeget, ami vízfolyásokat okozott.  „Víztározó”-nak nevezik azokat a területeket, ahol a víz nagy mennyiségben összegyűlhetett. Ez vízzáró réteg fölött alakulhatott ki, ami nem engedte a vizet elszivárogni. A víz egyetlen lehetséges útja a vízszintes folyás volt. Hasonló „víztározók” a Földön elég gyakoriak. Ennek egyik példája a „Weeping Rock” a Zion Nemzeti Park-ban (Utah állam, USA).
Egy másik elmélet szerint a Mars felszínének nagy részén vízjég és por keveréke volt található. Ez a néhány méter vastag keverék bizonyos körülmények között megindulhatott a lejtőkön és vízfolyáshoz hasonlóan mozgott (a földi gleccserekhez hasonlóan). Mivel ezen a területen kevés kráter található, a terület viszonylag fiatalnak számít. Egyik jellemző példája a Ptolemaeus-kráter  a HiRISE felvételén.
A Mars keringési pályájának és tengely körüli forgása dőlésszögének változása jelentős változásokat okozott a vízjég eloszlásában a sarki területektől kezdve. Bizonyos klimatikus időszakokban a vízjég szublimált és bekerült a légkörbe. Az atmoszférába került víz alacsonyabb szélességi fokoknál hullott vissza a felszínre, ahol hó vagy jég formájában rakódott le (porral keverve). A Mars légköre ugyanis nagy mennyiségben tartalmaz finom port.  A vízpára ezeken a porrészecskéken kicsapódik, majd a nehezebb részecskék a felszínre hullanak.

## Kráterek
A becsapódási kráterek peremét rendszerint a kilökődött anyag alkotja, ellentétben a vulkanikus kráterekkel, ahol nincs ilyen perem.  A kráterek időnként rétegződést mutatnak. Mivel a becsapódás gyakorlatilag egy robbanásnak felel meg, a becsapódási kráter körül a felszín mélyebb rétegei a felszínre kerülnek. Így egy kráter megmutathatja, hogy mi van a felszín alatt.

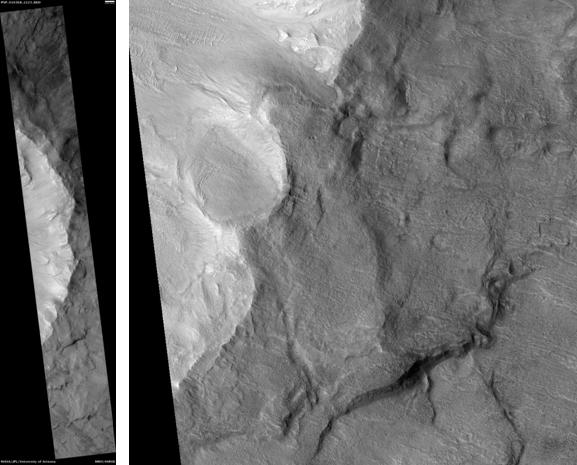
Bonestell-kráter - HiRISE  felvétel, a skála 1000 méter
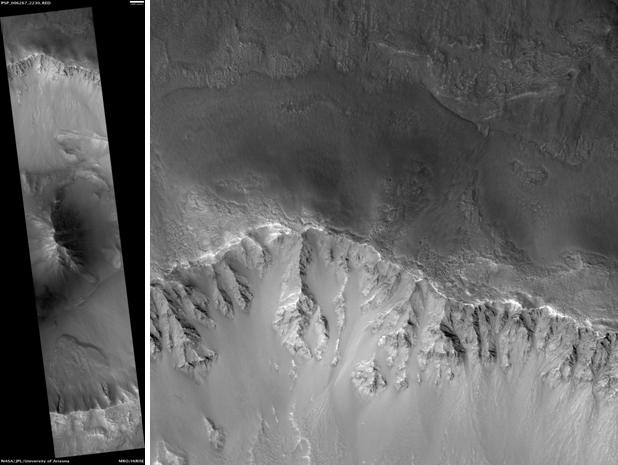
Arandas-kráter - HiRISE  felvétel, a skála 1000 méter
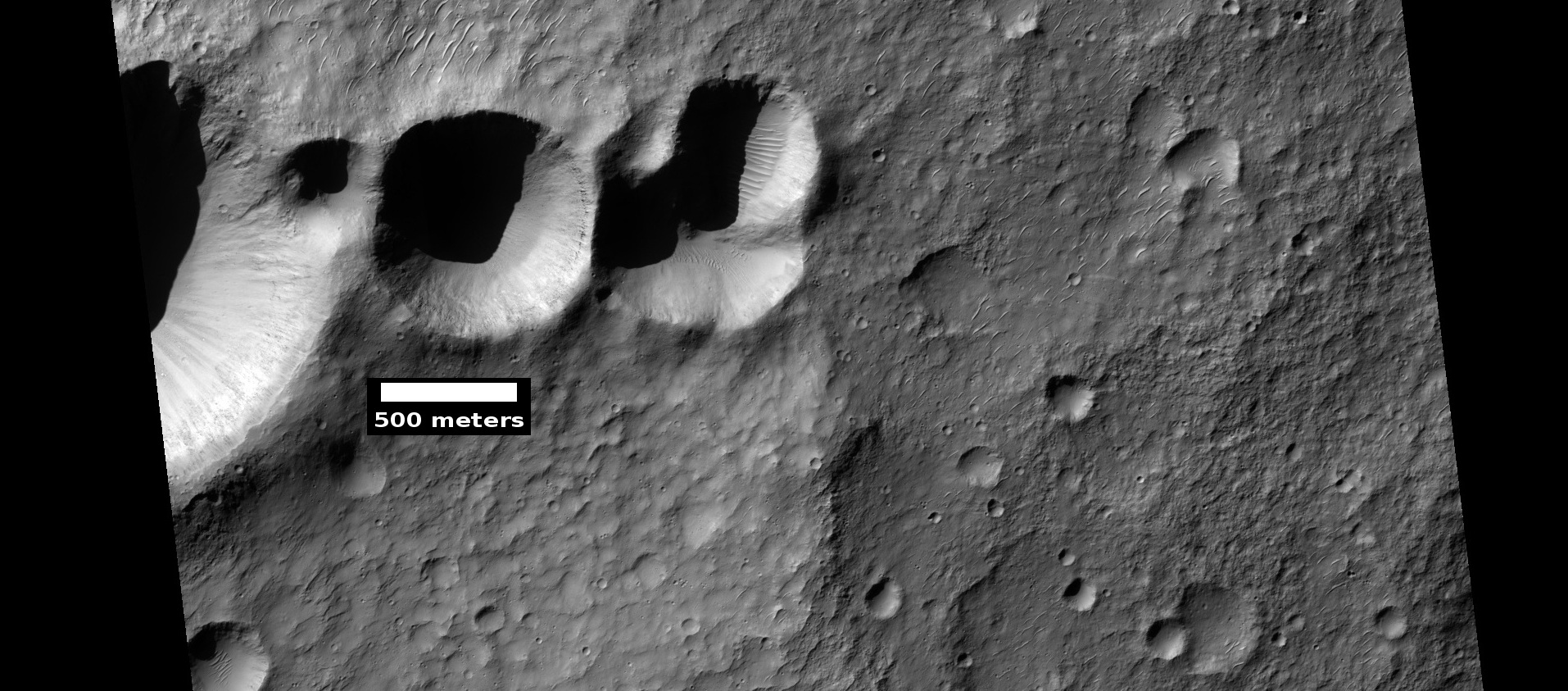
Kráterek csoportja, amik valószínűleg aszteroida becsapódása után, egy időben keletkeztek. Ha eltérő időszakban keletkeztek volna, egyik befolyásolta volna a másik kinézetét.  HiRISE felvétel (HiWish program). Hely: Terra Cimmeria
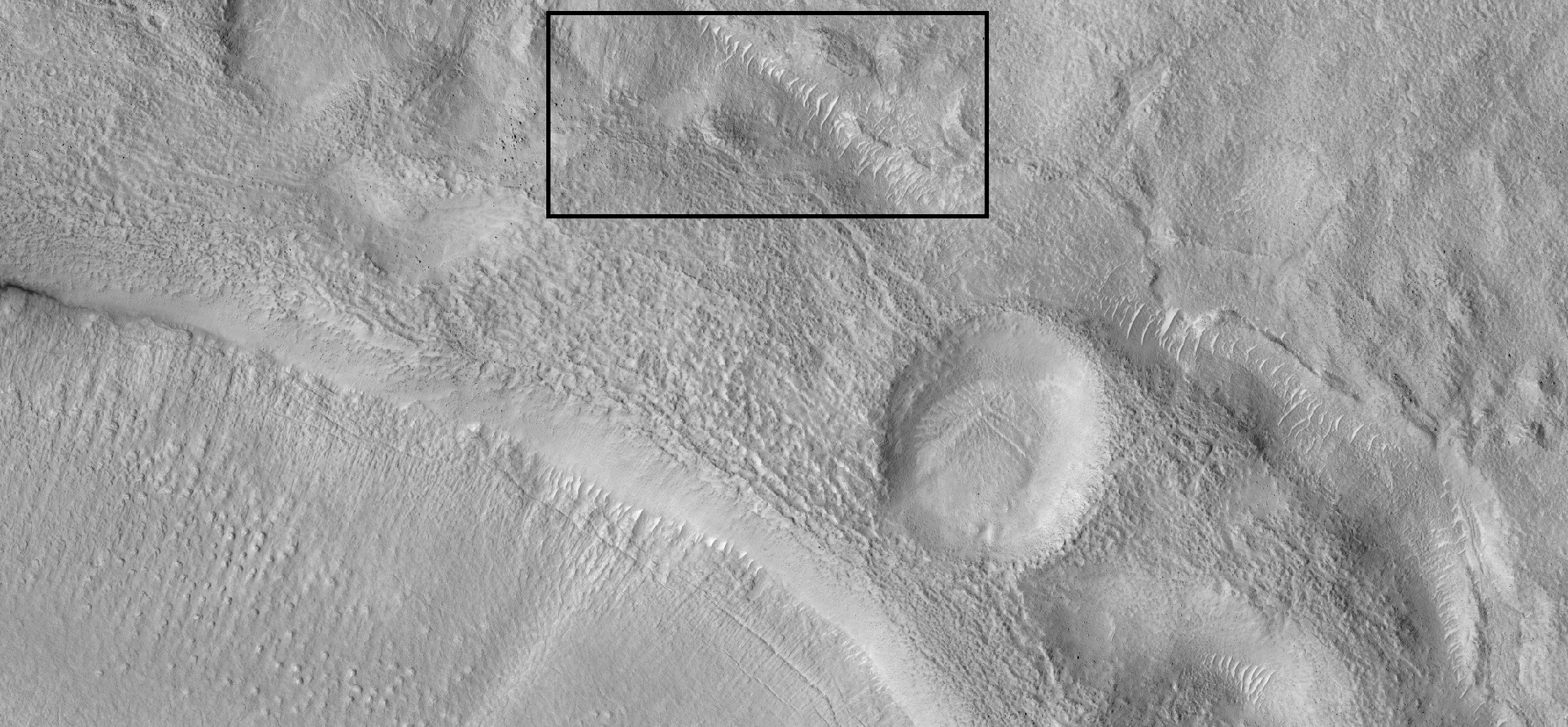
Kráter kilökődéssel. HiRISE felvétel (HiWish program)

## Iszapvulkánok
A Mare Acidalium nagy területein láthatók világosabb pontok sötét környezetben, amik iszapvulkánok nyomai lehetnek.  Legalább 18 000 ilyen található ezen a területen, átlagos átmérőjük 800 méter.  A Mare Acidalium területén nagy számban folyhatott iszap, illetve víz.  A világosabb foltok kristályos vasoxidokat tartalmaznak. Az iszapos vulkanizmus jelentős szerepet játszhatott a táj alakításában. Egyes mikroorganizmusok is megélhettek ezeken a helyeken.  Az iszapvulkánok a mélyből szállítanak anyagot a felszínre, amit a földi robotok megvizsgálhatnak.

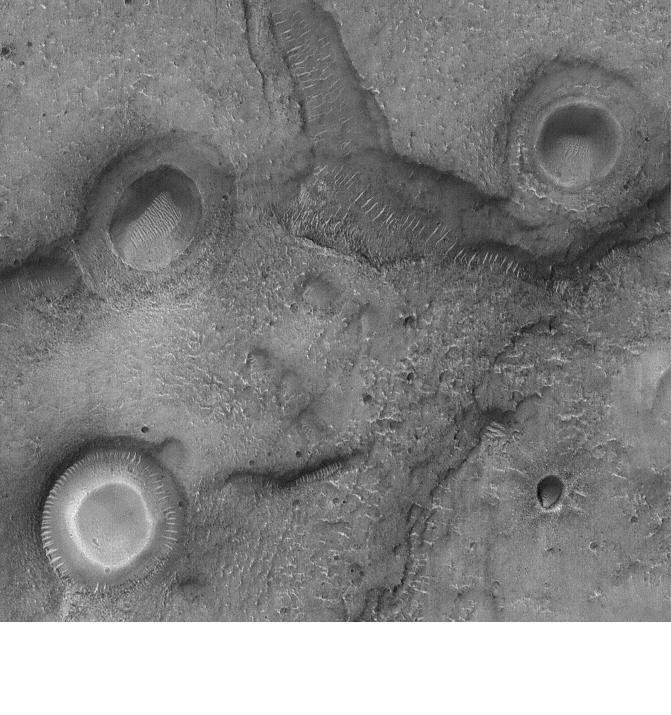
Kráterek világos középponttal. Homokdűnék láthatók az alacsonyabb helyeken. Egyes kiemelkedések iszapvulkánok lehetnek. Mars Global Surveyor felvétel
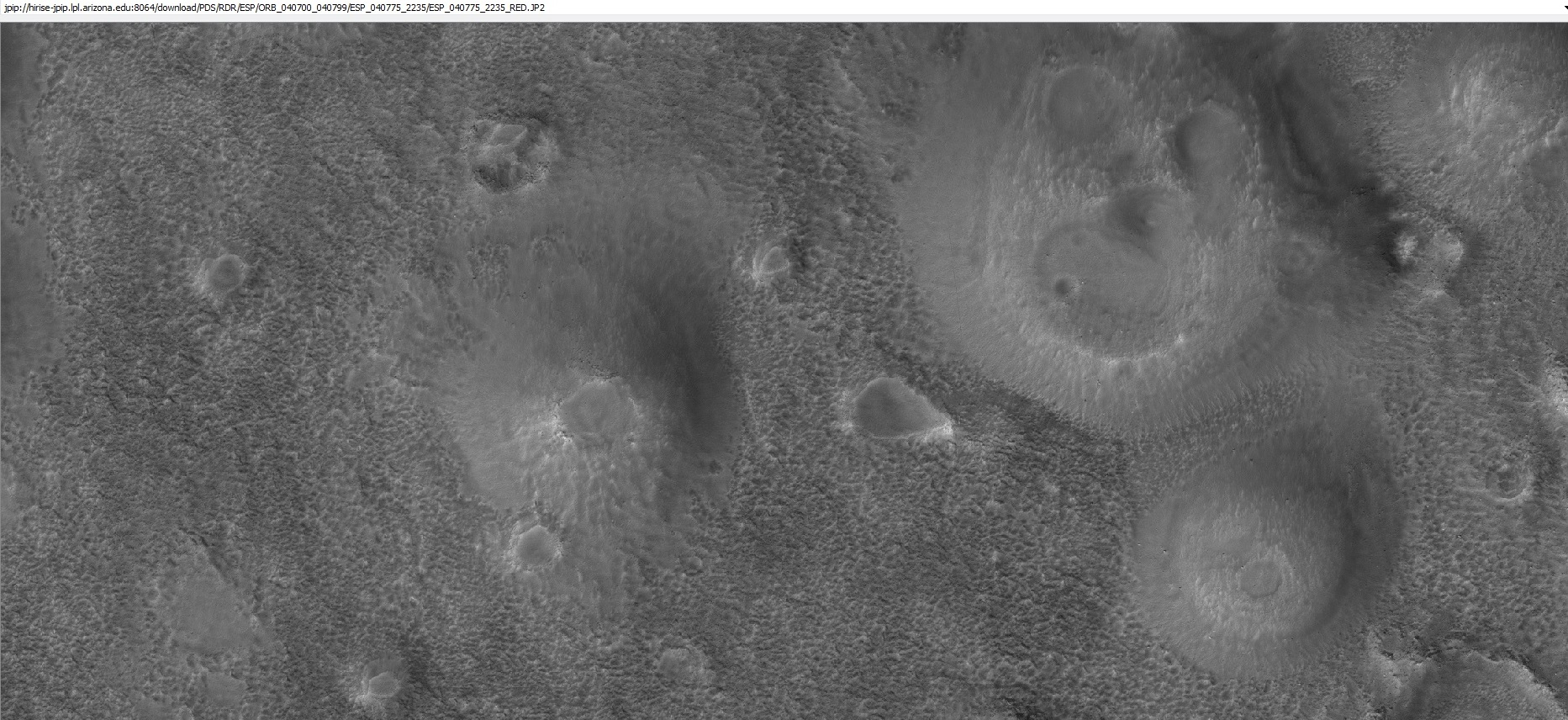
Közelkép valószínű iszapvulkánokról - HiRISE felvétel (HiWish program)

## Galéria

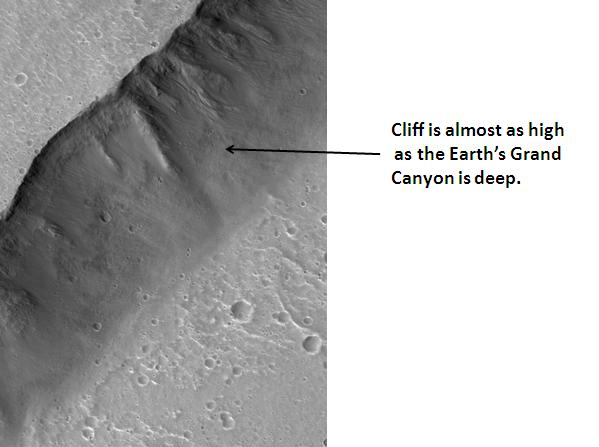
Hegygerinc a Kasei Valles rendszerben (HiRISE felvétel)
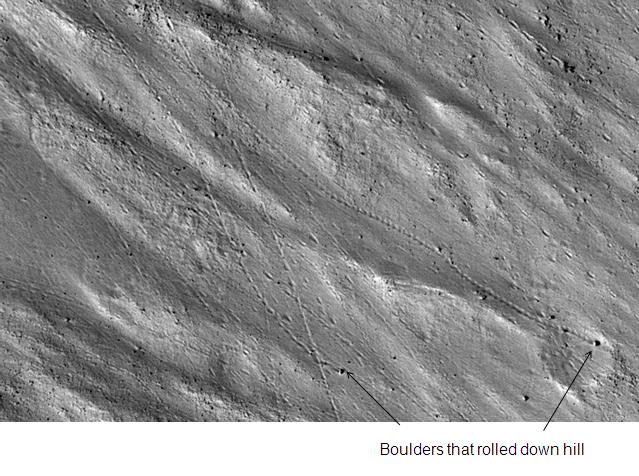
Hegygerinc nagyított képe a Kasei Valles rendszerben (HiRISE felvétel)
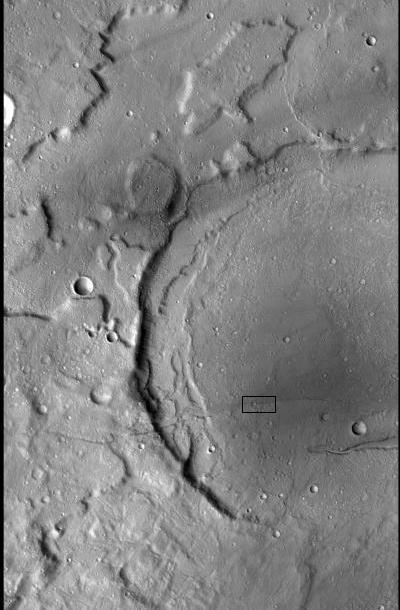
Törésvonal (CTX felvétel)